# Cuscuta kotschyana
Cuscuta kotschyana är en vindeväxtart. Cuscuta kotschyana ingår i släktet snärjor, och familjen vindeväxter.

## Underarter
Arten delas in i följande underarter:
- C. k. caudata
- C. k. kotschyana